# Interstate 70
Interstate 70 (I-70) é uma importante rodovia interestadual leste-oeste nos Estados Unidos. De oeste a leste, a rodovia passa por Utah, Colorado, Kansas, Missouri, Illinois, Indiana, Ohio, Virgínia Ocidental, Virgínia Ocidental e Maryland. A autoestrada tem o seu terminal oeste na I-15, perto de Cove Fort, Utah, até a I-695 e a Maryland Route 570 (MD 570) em Woodlawn, nos arredores de Baltimore, Maryland. A I-70 traça aproximadamente o caminho da U.S. Route 40 (US 40; a antiga National Road) a leste das Montanhas Rochosas. A oeste das Montanhas Rochosas, a rota da I-70 foi derivada de várias fontes. A interestadual atravessa ou se aproxima de muitas cidades importantes, incluindo Denver, Topeka, Kansas City, St. Louis, Indianápolis, Columbus, Pittsburgh e Baltimore. As seções da Interestadual no Missouri e no Kansas reivindicam ser a primeira Interestadual nos Estados Unidos. A Federal Highway Administration (FHWA) reivindicou que a seção da I-70 através do Glenwood Canyon, no Colorado, concluída em 1992, foi a última parte da Interstate Highway System, conforme planejado originalmente, a ser aberta ao tráfego. A construção da I-70 no Colorado e em Utah é considerada uma maravilha da engenharia, pois a rota passa pelo Túnel Eisenhower, pelo Glenwood Canyon e pelo San Rafael Swell. O Túnel Eisenhower é o ponto mais alto da Interstate Highway System, com uma elevação de 3.401 m (11.158 pés).